# 石井浩二
石井浩二（いしい こうじ、1968年（昭和43年） - ）は、日本のテレビ局社員、実業家。フジテレビジョン編成総局ビジネス推進局長、合同会社フジ・コンシューマ・プロダクツCEO。
以前はフジテレビ総合事業局次長兼コンテンツ事業センターライツ事業戦略部長、デイヴィッドプロダクション取締役、サテライト・サービス代表取締役社長を務めた。

## 来歴
大阪府生まれ。1992年入社、入社後すぐ『ウゴウゴルーガ』に携わり、ディレクターまで昇進。『ウゴウゴルーガ』終了後は編成部に異動。編成部では大多亮の部下として活動。『ゲゲゲの鬼太郎』を企画、『SMAP×SMAP』『タモリのボキャブラ天国』『めちゃ²イケてるッ!』等の編成や、『DTエイトロン』プロデューサーを務める。
1999年6月、第二制作部に復帰。荒井昭博プロデューサーの下につき、数々の番組を手掛ける。2001年に『ココリコミラクルタイプ』のプロデューサーになってからは、テレビドラマにも進出。
植田博樹・鈴木吉弘は京大・映画サークルの先輩に当たる。
2006年7月、上司の坪田譲治の編成部異動により、黒木彰一とともに、プロデューサーに就いた。
2010年7月、自身が担当していたすべての番組を清水泰貴チーフプロデューサーに引き継ぎ、ドラマ制作センターに異動。2011年7月期の木曜劇場『それでも、生きてゆく』で連続ドラマ初プロデュース。
これまでで手がけた最も大きな仕事としては、2003年の『FNS27時間テレビ』の飛島中継での総合演出、『ムコ殿2003』第5話・第8話の生放送部分（生放送番組の設定。久本雅美・飯島愛・中島知子司会の生番組、岸本加世子演じる石原東子が再会する生番組『あなたに逢いたくて』）プロデューサーが挙げられる。
2017年現在ドラマ制作を離れ、コンテンツ事業局ライツ事業部長。
2018年7月1日付で総合事業局コンテンツ事業センターに改称。
2018年10月開始の子ども向け番組『じゃじゃじゃじゃ〜ン!』の監修を務める。
2019年7月1日付でサテライト・サービス代表取締役社長。
2024年10月1日付で現職。

## 担当番組

### バラエティ

#### ディレクター
- ウゴウゴルーガ→ウゴウゴルーガ2号
- カルトQ ADから昇格
- フライヤーTV
- ウッチャンナンチャンのやるならやらねば!一日AD→テクニカルディレクター
  - 100%キャイ〜ン!
  - 征服少年カトリ2000
- ココリコ投稿番長(演出)
- FNS27時間テレビ
  - 平成教育テレビでは車庫入れのカメラアシスタント
  - 平成夏休みバラエティー、1999年は早朝企画ディレクター
  - 27時間テレビ(2000年)「女子アナと色々やってみようSP」ディレクター
  - 2003年、飛島中継での総合演出
  - その他の年は笑っていいとも!増刊号コーナー担当
- たけし&マチャミの世界に誇る日本の技術に驚いてみませんか?SP （2004年9月30日22:00~23:24）
- サタ☆スマ

#### プロデューサー
2003年からドラマのプロデューサーにも本格的に進出。
- 私海(小日向しえ出演。脚本・演出・プロデューサー)
- 退屈貴族
- 二重生活(ダブルライフ)
- ブログタイプ（演出兼任）
- 世の中どこ見てんのよ!?ジャリバラ!（演出兼任）
- おすピー&ロンブーの起きなさいよッ!!
- デリバリー・スマップ デリ!スマ→スマ夫（演出兼任）
- チョナン・カン2
- 忘文（演出兼任）
- インパクト!（2006年7月～番組終了）
- オリキュン
- ココリコミラクルタイプ（2005年まで演出も兼ねていた）
- モノシリス
- 次世代の笑い ポスト
- 最強運芸能人王座決定戦。
- FNS5000番組10万人総出演 がんばった大賞
- FNSの日さんま・中居の今夜も眠れない（2007年 - 2010年）

#### オブザーバーディレクター
- SMAP×SMAP

#### チーフプロデューサー
- カスペ!　緊急特番全国一斉!日本人テスト（2007年12月18日放送）
- 1億分の1の男（2007年12月31日放送）
- ジャンプ!○○中（総合演出兼務）
- タモリのジャポニカロゴス
- 〜ジョーデキ!POP COMPANY〜POP屋
- ショーパン（木曜担当）
- フジ最強コント夢競演みんなでコント会議（2008年9月18日放送）
- カトパン（木曜担当）
- 全国一斉!日本人テスト
- イケタク
- 笑っていいとも!（2009年1月～2010年7月23日までCP、2006年7月～2008年12月までP、それ以前は、ディレクター）
  - 笑っていいとも!増刊号
  - 笑っていいとも!春・秋の祭典スペシャル
- 中居正広の（生）スーパードラマフェスティバル
- ミオパン
- もしもツアーズ
- アナ★バン!
- アイドリング!!!
- （株）世界衝撃映像社
- なるほど!ザ・ワールド
- 世界の絶景100選
- タモリのヒストリーX
- オレワン
- みんなの英検

#### 制作
- アイドリング!!!
- この指と〜まれ!

##### 監修
- じゃじゃじゃじゃ〜ン! [1]
- キャラダチミュージアム〜MoCA〜

### テレビドラマ

#### プロデューサー
- それでも、生きてゆく（2011年）
- 第23回フジテレビヤングシナリオ大賞 『君は空を見てるか』（2011年）
- 東野圭吾ミステリーズ（2012年）
  - 『白い凶器』
  - 『小さな故意の物語』
  - 『二十年目の約束』
- 私と彼とおしゃべりクルマ（2012年）
- 若者たち2014（2014年）
- 恋愛あるある。（2015年）

#### 演出
- 恋愛あるある。『同棲恋愛あるある』（2015年）

#### 編成企画
- ショムニ（2013年）